# NATO
Organizacja Traktatu Północnoatlantyckiego (ang. North Atlantic Treaty Organization – NATO; fr. Organisation du traité de l’Atlantique nord – OTAN, zwyczajowo NATO lub Sojusz Północnoatlantycki) – międzynarodowa organizacja polityczno-wojskowa utworzona na mocy podpisanego 4 kwietnia 1949 Traktatu Północnoatlantyckiego, obowiązującego od 24 sierpnia 1949.
Głównym celem istnienia NATO w chwili utworzenia była obrona militarna przed atakiem ze strony ZSRR i jego państw satelickich, od 1955 zorganizowanych w strukturę Układu Warszawskiego. Po rozpadzie ZSRR i rozwiązaniu Układu Warszawskiego w 1991 roku, pełni rolę stabilizacyjną, podejmując działania zapobiegające rozprzestrzenianiu konfliktów regionalnych. Pełni także rolę gwaranta bezpieczeństwa zewnętrznego państw członkowskich. Sojusz opiera się na zasadzie kolektywnej obrony, zgodnie z jego podstawowym założeniem, że napaść zbrojna na jednego z członków uważana jest za atak przeciw wszystkim członkom.

## Zadania i cele
Podstawowym aktem prawnym, będącym podstawą działania NATO jest podpisany 4 kwietnia 1949 roku w Waszyngtonie Traktat północnoatlantycki, zwany też traktatem waszyngtońskim. Umowa jest dokumentem złożonym z 14 artykułów określających najważniejsze zobowiązania sojuszników wobec siebie z osobna, jak i sojuszu jako całości. Szczególnie ważny z punktu widzenia aspektu obronności jest artykuł 5, stanowiący, że każdy atak zbrojny z zewnątrz zwrócony przeciwko jednemu lub kilku państwom członkowskim traktowany będzie jako atak przeciwko wszystkim sygnatariuszom umowy.

Artykuł 5. Strony zgadzają się, że zbrojna napaść na jedną lub więcej z nich w Europie lub Ameryce Północnej będzie uznana za napaść przeciwko nim wszystkim i dlatego zgadzają się, że jeżeli taka zbrojna napaść nastąpi, to każda z nich, w ramach wykonywania prawa do indywidualnej lub zbiorowej samoobrony, uznanego na mocy artykułu 51 Karty Narodów Zjednoczonych, udzieli pomocy Stronie lub Stronom napadniętym, podejmując niezwłocznie, samodzielnie, jak i w porozumieniu z innymi Stronami, działania, jakie uzna za konieczne, łącznie z użyciem siły zbrojnej, w celu przywrócenia i utrzymania bezpieczeństwa obszaru północnoatlantyckiego.

Zawarta w tym artykule formuła casus foederis jest szczególnym rodzajem solidarności wojskowej między członkami Sojuszu. NATO jest organizacją stawiającą sobie za cel zbiorową ochronę swoich członków, jako podstawę zachowania pokoju i umocnienia bezpieczeństwa międzynarodowego. Z prawnomiędzynarodowego punktu widzenia NATO jest międzynarodową organizacją opartą na sojuszniczym systemie bezpieczeństwa. Zgodnie z traktatem waszyngtońskim każde państwo członkowskie zobowiązuje się przyczyniać do rozwoju pokojowych i przyjaznych stosunków międzynarodowych oraz dbać o zachowanie bezpieczeństwa własnego, oraz innych członków sojuszu i wzmacniać swoje siły zbrojne.
Głównym celem Sojuszu jest zagwarantowanie – środkami politycznymi i militarnymi – wolności i bezpieczeństwa wszystkim państwom członkowskim. Do osiągnięcia tego celu NATO wykonuje podstawowe zadania w zakresie bezpieczeństwa:
- zapewnia fundament trwałego bezpieczeństwa w Europie, opartego na rozwoju instytucji demokratycznych i pokojowym rozwiązywaniu konfliktów
- zapewnia środki odstraszania i obrony przed jakąkolwiek formą ataku na terytorium każdego państwa członkowskiego
- rozwija bezpieczeństwo międzynarodowe poprzez stałą i aktywną współpracę ze wszystkimi państwami partnerskimi należącymi do programu Partnerstwo dla Pokoju (PdP), oraz Euroatlantyckiej Rady Partnerstwa
- wysyła swoje misje wojskowe do państw, na terytorium których toczy się konflikt zbrojny, celem zażegnania tego konfliktu.

Niemniej jednak istotnym zapisem traktatu jest artykuł 3 zobowiązujący każdą z jego stron z osobna do umacniania swoich własnych i kolektywnych zdolności obronnych:

Artykuł 3. Dla skuteczniejszego osiągnięcia celów niniejszego traktatu, Strony, każda z osobna i wszystkie razem, poprzez stałą i skuteczną samopomoc i pomoc wzajemną, będą utrzymywały i rozwijały swoją indywidualną i zbiorową zdolność do odparcia zbrojnej napaści.

## Zasięg terytorialny sojuszu
Zgodnie z art. 6 traktatu zasięg terytorialny paktu obejmuje terytorium którejkolwiek ze stron w Europie lub Ameryce Północnej, algierskie departamenty Francji (aczkolwiek zapis ten już nie obowiązuje w związku z uzyskaniem przez Algierię niepodległości w 1962), terytorium Turcji oraz wyspy pod jurysdykcją którejkolwiek ze stron na obszarze północnoatlantyckim na północ od zwrotnika Raka. Zobowiązania traktatu obowiązują także w razie ataku na siły zbrojne, okręty lub samoloty którejkolwiek ze stron znajdujące się na tych terytoriach, lub nad nimi albo na jakimkolwiek innym obszarze w Europie, na którym w dniu wejścia w życie traktatu stacjonowały wojska okupacyjne którejkolwiek ze stron, lub na Morzu Śródziemnym czy obszarze północnoatlantyckim na północ od zwrotnika Raka.

## Państwa członkowskie
| Rok wstąpienia | Państwa członkowskie NATO |
| -------------- | --- |
| 1949           | Belgia, Dania, Francja, Holandia, Islandia, Kanada, Luksemburg, Norwegia, Portugalia, Stany Zjednoczone, Wielka Brytania, Włochy |
| 1952           | Grecja, Turcja |
| 1955           | RFN |
| 1982           | Hiszpania |
| 1999           | Czechy, Polska, Węgry |
| 2004           | Bułgaria, Estonia, Litwa, Łotwa, Rumunia, Słowacja, Słowenia                                                                     |
| 2009           | Albania, Chorwacja |
| 2017           | Czarnogóra |
| 2020           | Macedonia Północna |
| 2023           | Finlandia |
| 2024           | Szwecja |

Etapy rozszerzania NATO o kolejne państwa członkowskie w Europie

W 2024 roku NATO liczy 32 państwa członkowskie. Najmłodszym państwem członkowskim jest Szwecja, która przystąpiła do sojuszu 7 marca 2024 roku. Kandydatem do członkostwa w sojuszu jest Bośnia i Hercegowina.
Każde z państw przystępuje do NATO dobrowolnie, po przeprowadzeniu debaty publicznej oraz stosownej ratyfikacyjnej procedury parlamentarnej. Traktat północnoatlantycki gwarantuje swoim członkom suwerenne prawa, ale także nakłada zobowiązania międzynarodowe, które należy bezwzględnie respektować.

## Państwa goszczące
Państwa goszczące to kraje niebędące członkami NATO, które jednak zobowiązały się do umożliwienia siłom NATO działania ze swojego terytorium, jeśli zajdzie taka potrzeba.

## Państwa członkowskie przez pewien czas nieuczestniczące w strukturach wojskowych NATO
- Grecja – od 14 sierpnia 1974 do 20 października 1980;
- Francja – wystąpiła w 1966 r., częściowo powróciła w 1995, powróciła całkowicie w 2009 (podczas szczytu NATO w Strasburgu i Kehl);
- Hiszpania – od momentu przystąpienia do 1997 r.

## Historia
Początki NATO wiążą się z podpisaniem traktatu z Dunkierki przez Wielką Brytanię i Francję 4 marca 1947 roku, co stanowiło odpowiedź na rosnące obawy przed ponowną agresją niemiecką. Rok później, 17 marca 1948, dołączyły do nich państwa Beneluksu, podpisując traktat brukselski, który później stał się fundamentem dla traktatu waszyngtońskiego. Kluczowym momentem w kierunku utworzenia NATO był 11 czerwca 1948, kiedy to Senat Stanów Zjednoczonych uchwalił rezolucję Vandenberga, wzywającą do tworzenia bloków militarnych, co doprowadziło do podpisania 4 kwietnia 1949 roku w Waszyngtonie Traktatu północnoatlantyckiego. Ten moment ustanowił formalnie NATO, a organizacja ta zaczęła oficjalnie funkcjonować od 24 sierpnia 1949 roku.
We wrześniu 1950 roku, podczas posiedzenia Rady NATO w Nowym Jorku, państwa członkowskie zdecydowały się na przyjęcie koncepcji tzw. wysuniętej obrony (ang. forward strategy) zakładającej w wypadku wojny przeniesienie działań bojowych na terytorium państw bloku wschodniego. Stany Zjednoczone wysunęły propozycję remilitaryzacji Niemiec i włączenia ich w skład sojuszu. Propozycja ta została uznana przez państwa socjalistyczne za przyjęcie kursu konfrontacji i dążenie do odrodzenia militaryzmu niemieckiego. W październiku 1950 roku Komitet Obrony NATO zaakceptował plan utworzenia sił sojuszniczych złożonych z 50 dywizji, w tym: 20 francuskich, 10 amerykańskich, 10 włoskich, 5 brytyjskich i 5 z państw Beneluksu. W 1951 roku Rada NATO postanowiła przyśpieszyć proces rozbudowy sił lądowych sojuszu, które miały stanowić tzw. tarczę zabezpieczającą przed ewentualnym atakiem. USA i Wielka Brytania miały utworzyć siły tzw. „miecza” złożone ze strategicznego lotnictwa bombowego dysponującego bombami jądrowymi. W 1952 roku, organizacja powiększyła się o Grecję i Turcję, a w 1954 roku, po zakończeniu okupacji Niemiec Zachodnich, Republika Federalna Niemiec została przyjęta do sojuszu, co było krokiem o dużym znaczeniu politycznym i militarnym.
W 1954 roku, na sesji Rady NATO w Paryżu, zdecydowano o konieczności oparcia strategii sojuszu na użyciu taktycznej broni jądrowej. Strategia ta została dalej rozwinięta w 1957 roku, kiedy potwierdzono koncepcję użycia broni jądrowej w ewentualnym konflikcie. Zakończenie procesu ratyfikacji układów paryskich w maju 1955 roku, zostało uznane przez państwa „bloku wschodniego” za pretekst do utworzenia Układu Warszawskiego, który miał być odpowiedzią na remilitaryzację RFN i przyjęcie jej do NATO. W kwietniu 1958 roku na konferencji ministrów obrony narodowej państw NATO zatwierdzono plan rozbudowy sił sojuszu (MC-70) zakładający wzmocnienie sił w Europie przez 12 dywizji niemieckich, 4 francuskie i 2 brytyjskie. Przewidywano rozbudowę baz rakietowych i wprowadzenie na uzbrojenie środków przenoszenia broni jądrowej.
Lata 50. i 60. to również czas, kiedy NATO zaczęło intensywnie rozwijać swoją strategię nuklearną. W latach 1959–1960 Stany Zjednoczone rozmieściły w Europie Zachodniej wyrzutnie rakiet średniego zasięgu z głowicami jądrowymi. W Wielkiej Brytanii rozlokowano 66 wyrzutni, a we Włoszech 30 wyrzutni rakiet typu „Thor”. W Turcji zainstalowano 15 wyrzutni rakiet typu Jupiter. Te ostatnie sprowokowały ZSRR do rozmieszczenia rakiet średniego zasięgu na Kubie, co było przyczyną kryzysu kubańskiego.
W grudniu 1961 roku na sesji Rady NATO w Paryżu omawiano problem przekształcenia sojuszu w „czwartą potęgę atomową”, co oznaczało możliwość swobodnego dostępu do broni nuklearnej wszystkich państw NATO. W maju 1962 roku na sesji Rady NATO w Atenach, USA i Wielka Brytania odrzuciły plan przekształcenia NATO w „czwartą potęgę atomową”, którego rzecznikiem była Republika Federalna Niemiec. Podkreślono potrzebę rozbudowy sił konwencjonalnych przez państwa sojuszu.
W 1966 roku Francja pod rządami Charles’a de Gaulle’a zdecydowała się wycofać ze struktur militarnych NATO, co zmusiło sojusz do przeniesienia swojej siedziby z Paryża do Brukseli. O ile w Brukseli mieści się od tamtej pory siedziba polityczna sojuszu, główne dowództwo wojskowe osadzone zostało na południe od Brukseli, w mieście Mons. Strategia obronna NATO nadal ewoluowała, szczególnie po przyjęciu w 1967 roku amerykańskiej doktryny „elastycznego reagowania” zakładającej użycie broni jądrowej w przypadku braku możliwości odparcia ewentualnej agresji siłami konwencjonalnymi. Jednocześnie odwrócono rolę „tarczy” i „miecza”. Funkcję „tarczy” odgrywały strategiczne siły nuklearne, a „miecza” – siły konwencjonalne wzmocnione taktyczną bronią jądrową.
W latach 70. i 80., w obliczu trwającej zimnej wojny, sojusz kontynuował rozbudowę swoich sił zbrojnych oraz strategii, przyjmując m.in. dziesięcioletni plan rozbudowy sił zbrojnych w 1970 roku i Deklarację Atlantycką w 1974 roku, która miała na celu ograniczenie dominacji Stanów Zjednoczonych i rozszerzenie współpracy państw członkowskich. W 1982 roku do sojuszu została przyjęta Hiszpania. W 1984 roku w Sztokholmie odbyła się konferencja w sprawie środków budowy zaufania i bezpieczeństwa w Europie, NATO było stroną rozmów rozbrojeniowych.
W latach 90. organizacja zaczęła się otwierać na kraje Europy Środkowej i Wschodniej, dążąc do budowania nowego porządku bezpieczeństwa w Europie. W 1991 roku, podczas sesji Rady NATO, przyjęto deklarację o partnerstwie z krajami tej części Europy, a w 1997 roku, podczas szczytu w Paryżu, podpisano akt o współpracy z Federacją Rosyjską, co miało na celu złagodzenie napięć i promowanie współpracy.
Znaczącym krokiem w kierunku rozszerzenia NATO było zaproszenie w 1997 roku Polski, Czech i Węgier do przystąpienia do sojuszu, co zmaterializowało się 12 marca 1999 roku. 24 marca 1999 roku NATO zaangażowało się w konflikt zbrojny w Kosowie. Podjęcie interwencji militarnej (11-tygodniowej) miało na celu zakończenie sześcioletniej masakry ludności cywilnej na Bałkanach.
XXI wiek przyniósł nowe wyzwania, w tym globalny terroryzm, co doprowadziło do historycznego uruchomienia procedur związanych z artykułem piątym traktatu północnoatlantyckiego po zamachach z 11 września 2001 roku w Stanach Zjednoczonych.
21 listopada 2002 roku podczas szczytu w Pradze (Czechy), siedem nowych państw otrzymało zaproszenia do rozpoczęcia negocjacji odnośnie do ich przystąpienia do Sojuszu. Były to: Estonia, Łotwa, Litwa, Słowenia, Słowacja, Bułgaria i Rumunia. 10 lutego 2003 roku w NATO nastąpił kryzys po tym, gdy Francja i Belgia zawetowały uruchomienie specjalnych procedur mających na celu zapewnienie bezpieczeństwa Turcji na wypadek wojny w Iraku. Niemcy odmówiły skorzystania z przysługującego im prawa zablokowania procesu, ale poparły weto. 16 kwietnia 2003 roku NATO wyraziło zgodę na przejęcie w sierpniu dowództwa nad Międzynarodowymi Siłami Wspierającymi Bezpieczeństwo (ISAF) w Afganistanie. Decyzję taką podjęto na prośbę Niemiec i Holandii, które dotychczas dowodziły operacją ISAF. 19 ambasadorów NATO podjęło decyzję jednomyślnie. Przekazanie dowództwa nastąpiło 11 sierpnia. Była to pierwsza w historii sytuacja, w której NATO prowadziło operację poza regionem północnego Atlantyku. Pierwotnie kontrolę nad misją ISAF miała przejąć Kanada.
W 2004 roku do sojuszu dołączyły Bułgaria, Estonia, Łotwa, Litwa, Rumunia, Słowacja i Słowenia, a w 2009 Albania i Chorwacja. 26 kwietnia 2005 roku NATO przychyliło się do prośby Unii Afrykańskiej o wsparcie logistyczne misji w Darfurze. 3 kwietnia 2009 roku Francja powróciła do struktur NATO. W kolejnych latach do sojuszu dołączyły Czarnogóra (2017) i Macedonia Północna (2020). Kolejne rozszerzenie NATO dotyczyło Finlandii i Szwecji, które dołączyły do sojuszu odpowiednio w 2023 i 2024 roku.

### Skład sił zbrojnych NATO u schyłku zimnej wojny w 1991 r.
| Państwa          | USA       | RFN     | W.Brytania | Francja | Włochy  | Turcja  | Kanada  | Hiszpania | Grecja  | Holandia | Belgia | Norwegia | Portugalia | Dania  | RAZEM     |
| ---------------- | --------- | ------- | ---------- | ------- | ------- | ------- | ------- | --------- | ------- | -------- | ------ | -------- | ---------- | ------ | --------- |
| Liczba żołnierzy | 1 222 980 | 472 330 | 344 440    | 446 950 | 400 960 | 647 400 | 136 500 | 274 000   | 162 500 | 96 900   | 92 000 | 34 400   | 68 000     | 31 700 | 4 431 060 |
| Czołgi           | 17 119    | 5292    | 1910       | 1568    | 1620    | 3936    | 309     | 963       | 1970    | 1283     | 369    | 224      | 136        | 390    | 37 089    |
| Transp. opanc.   | 37 155    | 6599    | 5453       | 5510    | 4900    | 3600    | 1388    | 2288      | 2377    | 3238     | 2315   | 250      | 341        | 690    | 76 080    |
| Samoloty bojowe  | 7333      | 605     | 245        | 729     | 242     | 363     | 271     | 52        | 287     | 236      | 340    | 116      | 47         | 128    | 11 267    |
| Ładunki jądrowe  | 21 211    | –       | 300        | 505     | –       | –       | –       | –         | –       | –        | –      | –        | –          | –      | 22 016    |

Źródło: The Military Balance 1990–1991

### Liczba żołnierzy etatowych, wydatki na obronność i udział w PKB w 2024 r.[10]
| Państwo            | Liczba żołnierzy | Wydatki na obronę w milionach dolarów | Udział w PKB w % |
| ------------------ | ---------------- | ------------------------------------- | ---------------- |
| Albania            | 7000             | 516                                   | 2,03             |
| Belgia             | 21300            | 8519                                  | 1,30             |
| Bułgaria           | 26900            | 2325                                  | 2,18             |
| Chorwacja          | 13700            | 1624                                  | 1,81             |
| Czarnogóra         | 1600             | 162                                   | 2,02             |
| Czechy             | 29500            | 6834                                  | 2,10             |
| Dania              | 17300            | 9940                                  | 2,37             |
| Estonia            | 7500             | 1437                                  | 3,43             |
| Finlandia          | 30800            | 7308                                  | 2,41             |
| Francja            | 204700           | 64271                                 | 2,06             |
| Grecja             | 110800           | 7641                                  | 3,08             |
| Hiszpania          | 117400           | 21269                                 | 1,28             |
| Holandia           | 41900            | 21460                                 | 2,05             |
| Islandia           | 0                | 0                                     | 0                |
| Kanada             | 77100            | 30495                                 | 1,37             |
| Litwa              | 18500            | 2300                                  | 2,85             |
| Luksemburg         | 900              | 785                                   | 1,29             |
| Łotwa              | 8400             | 1421                                  | 3,15             |
| Macedonia Północna | 6100             | 353                                   | 2,22             |
| Niemcy             | 185600           | 97686                                 | 2,12             |
| Norwegia           | 24300            | 10606                                 | 2,20             |
| Polska             | 216100           | 34975                                 | 4,12             |
| Portugalia         | 28400            | 4627                                  | 1,55             |
| Rumunia            | 66600            | 8644                                  | 2,25             |
| Słowacja           | 15600            | 2841                                  | 2,00             |
| Słowenia           | 5900             | 949                                   | 1,29             |
| Stany Zjednoczone  | 1300200          | 967707                                | 3,38             |
| Szwecja            | 23100            | 13428                                 | 2,14             |
| Turcja             | 481000           | 22776                                 | 2,09             |
| Węgry              | 20900            | 4889                                  | 2,11             |
| Wielka Brytania    | 138100           | 82107                                 | 2,33             |
| Włochy             | 171400           | 34462                                 | 1,49             |
| Razem              | 3418600          | 1474399                               | 2,71             |

## Strategie NATO
Strategia wojenna NATO oparta była głównie na amerykańskich koncepcjach strategicznych wynikających z oceny zagrożenia bezpieczeństwa międzynarodowego. Pierwszą z nich była strategia zmasowanego odwetu przyjęta w USA w 1950 roku, a zaadaptowana przez sojusz NATO w 1957 roku. Zakładała ona wykonanie uderzeń jądrowych na państwa Układu Warszawskiego w odpowiedzi na poważniejszy atak militarny. Dopuszczała również wykonanie uprzedzającego ataku jądrowego w przypadku stwierdzenia zagrożenia bezpieczeństwa państw sojuszu. Szczególną rolę w wojnie miało odgrywać lotnictwo strategiczne oraz okręty podwodne uzbrojone w pociski balistyczne SLBM, przy czym te ostatnie z przyczyn technicznych uznawane były za broń wyłącznie odwetową. Dla zapewnienia skuteczności i szybkości działań rozbudowano system baz wojskowych rozmieszczonych wokół państw „bloku wschodniego”. Od 1953 roku na terenie Europy rozlokowano broń nuklearną w postaci rakiet średniego zasięgu i bomb jądrowych. Koalicyjny charakter strategii wojennej przejawiał się głównie w podziale zadań. Amerykańskie siły zbrojne miały wykonać strategiczne uderzenia jądrowe, operacje morskie miały być realizowane przez floty wojenne USA i państw europejskich, natomiast działania bojowe na terenie Europy miały być prowadzone głównie przez siły lądowe i lotnictwo taktyczne europejskich państw NATO.
Przełamanie monopolu atomowego USA przez ZSRR oraz wprowadzenie na uzbrojenie Układu Warszawskiego międzykontynentalnych pocisków rakietowych skłoniło USA do zmiany strategii. W 1961 roku opracowano strategię elastycznego reagowania, która została przyjęta przez NATO w 1967 roku. Zakładała ona możliwość prowadzenia działań wojennych zarówno z wykorzystaniem broni jądrowej, jak i bez niej. W przypadku ataku państw UW przewidywano prowadzenie działań o charakterze konwencjonalnym, a w sytuacji ich niepowodzenia wykorzystanie taktycznej broni jądrowej na ograniczoną skalę. Strategiczna broń jądrowa miała być użyta dopiero po jej zastosowaniu przez ZSRR. Główną rolę w ewentualnym uderzeniu odegrać miał amerykański potencjał jądrowy, którego wykorzystanie określały plany operacyjne SIOP (Single Integrated Operational Plan). Przewidywały one różne warianty uderzeń o ograniczonym lub masowym charakterze w celu osiągnięcia założonych celów wojennych.
Zakończenie zimnej wojny przyniosło zmianę koncepcji strategicznej NATO. W 1991 została przyjęta tzw. nowa koncepcja strategiczna. Zakładała ona utrzymanie wystarczających sił konwencjonalnych i nuklearnych zdolnych do odstraszania ewentualnych agresorów i prowadzenie działań zapobiegających ewentualnym konfliktom zbrojnym na świecie. Skoncentrowano się też na zagwarantowaniu bezpieczeństwa państw sojuszu w warunkach różnorodnych i wielokierunkowych zagrożeń międzynarodowych (konflikty etniczne i terytorialne, rozprzestrzenianie broni masowego rażenia i technologii uzbrojenia, przerwanie dostaw surowców strategicznych, terroryzm i sabotaż). W 1999 koncepcja ta uległa aktualizacji w oparciu o doświadczenia misji NATO w byłej Jugosławii.
Nowa koncepcja strategiczna wprowadziła pojęcie „operacji spoza artykułu 5”, którymi są przede wszystkim operacje reagowania kryzysowego, czyli działania przy użyciu sił zbrojnych skierowane na usuwanie przyczyn sytuacji kryzysowych lub kryzysów zagrażających regionalnemu lub światowemu bezpieczeństwu oraz powodujących naruszenie praw człowieka. Podobnie jak w operacjach pokojowych, siły interweniujące powinny działać w sposób bezstronny – nie są bowiem stroną w konflikcie. W teorii problemu w ujęciu Sojuszu Północnoatlantyckiego przez pojęcie operacji reagowania kryzysowego rozumiane są sojusznicze, wielonarodowe i wielofunkcyjne działania militarne i niemilitarne wychodzące w swych celach militarnych poza artykuł 5 traktatu waszyngtońskiego.

## Broń jądrowa w NATO
Broń jądrowa stanowiła ważny element strategii sojuszu będąc istotną częścią realizacji założeń jego doktryny wojennej. Początkowo jedynym państwem NATO, które dysponowało tą bronią były Stany Zjednoczone. W chwili powstania sojuszu posiadały one 235 bomb jądrowych. W 1953 do państw nuklearnych NATO dołączyła Wielka Brytania, a w 1964 Francja. Potencjał tych państw rósł stosunkowo wolno i ustabilizował się dopiero w połowie lat siedemdziesiątych na poziomie 350 i 250 ładunków jądrowych.
Początkowo broń jądrowa stanowiła „miecz” sojuszu, który miał być użyty do odparcia ewentualnej agresji. Rolę „tarczy” spełniały siły konwencjonalne. W 1967, po przyjęciu przez NATO amerykańskiej doktryny elastycznego reagowania, siły jądrowe przejęły rolę „tarczy”, którą z czasem określano jako „parasol jądrowy”.
Do dyspozycji NATO wydzielono ponad 65% ładunków jądrowych USA, które rozlokowane były na terenie Europy oraz zainstalowane na okrętach podwodnych. Pod koniec lat siedemdziesiątych z posiadanych przez Amerykanów 24 tys. ładunków jądrowych do NATO wydzielono 15818 ładunków. Obejmowały one: 624 głowice na okrętach podwodnych, 660 ładunków przenoszonych przez strategiczne samoloty bombowe i 14534 ładunki operacyjne i taktyczne. Z tych ostatnich na terenie RFN zmagazynowano ok. 10 tys. ładunków, z czego połowę stanowiły jądrowe pociski artyleryjskie. Około 2500 ładunków miały wykorzystać w razie wojny wojska RFN.
Pozostałą część arsenału jądrowego NATO stanowił potencjał Wielkiej Brytanii obejmujący: 192 głowice pocisków balistycznych na okrętach podwodnych i 158 ładunków operacyjno-taktycznych oraz Francji posiadającej 250 ładunków jądrowych .
W 2002 roku państwa o potencjale nuklearnym NATO miały w swoich arsenałach 11041 ładunków jądrowych, w tym 2089 strategicznych.

## Organizacja i działanie
W ramach ustaleń na konferencji NATO (Praga 2002), w 2003 zmianie uległa struktura ośrodków decyzyjnych sojuszu. Nowa struktura odchodzi od geograficznego podziału dowództw na rzecz podziału kompetencyjnego. Funkcje operacyjne zostały podzielone pomiędzy nowo powołane Sojusznicze Dowództwo Operacji (ACO) i Dowództwo Sił Sojuszniczych NATO ds. Transformacji (ACT).
- Rada Północnoatlantycka (NAC, czyli Rada Ministerialna) – jedyny organ traktatowy NATO
- Komitet Planowania Obronnego (DPC)
- Grupa Planowania Nuklearnego (NPG)
- Komitet Wojskowy NATO (MC)
  - Sojusznicze Dowództwo Operacji (ACO)
  - Dowództwo Sił Sojuszniczych NATO ds. Transformacji (ACT)

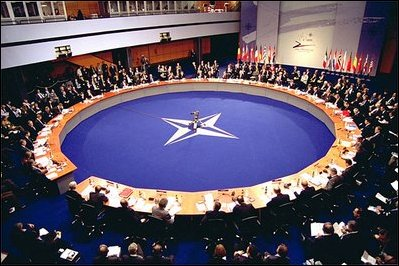
Spotkanie na szczycie NATO, 2002

- Wysoki Komitet Planowania Centralnego na Sytuacje Nadzwyczajnych Zagrożeń (SCEPC)
  - Zarząd planowania żeglugi oceanicznej (PBOS)
  - Zarząd planowania europejskiego transportu śródlądowego (PBEIST)
  - Komitet planowania lotnictwa cywilnego (CAPC)
  - Komitet planowania ds. żywności i rolnictwa (FAPC)
  - Komitet planowania przemysłowego (IPC)
  - Komitet planowania ds. ropy naftowej (PPC)
  - Wspólny komitet medyczny (JMC)
  - Komitet planowania łączności cywilnej (CCPC)
  - Komitet Ochrony Cywilnej (CPC)
- Zgromadzenie Parlamentarne (NATO PA)

## Sekretarze generalni NATO
Najwyższe stanowisko polityczne w Sojuszu, które zgodnie z przyjętą praktyką obsadzane jest przez cywilnych polityków europejskich z państw będących członkami NATO.
| Imię i nazwisko | Imię i nazwisko       | Kraj            | Od                   | Do                   |
| --------------- | --------------------- | --------------- | -------------------- | -------------------- |
|                 | Hastings Lionel Ismay | Wielka Brytania | 4 kwietnia 1952      | 16 maja 1957         |
|                 | Paul-Henri Spaak      | Belgia          | 16 maja 1957         | 21 kwietnia 1961     |
|                 | Dirk Stikker          | Holandia        | 21 kwietnia 1961     | 1 sierpnia 1964      |
|                 | Manlio Brosio         | Włochy          | 1 sierpnia 1964      | 1 października 1971  |
|                 | Joseph Luns           | Holandia        | 1 października 1971  | 25 czerwca 1984      |
|                 | Peter Carington       | Wielka Brytania | 25 czerwca 1984      | 1 lipca 1988         |
|                 | Manfred Wörner        | Niemcy          | 1 lipca 1988         | 13 sierpnia 1994     |
|                 | Sergio Balanzino      | Włochy          | 13 sierpnia 1994     | 17 października 1994 |
|                 | Willy Claes           | Belgia          | 17 października 1994 | 20 października 1995 |
|                 | Sergio Balanzino      | Włochy          | 20 października 1995 | 5 grudnia 1995       |
|                 | Javier Solana         | Hiszpania       | 5 grudnia 1995       | 6 października 1999  |
|                 | George Robertson      | Wielka Brytania | 14 października 1999 | 1 stycznia 2004      |
|                 | Jaap de Hoop Scheffer | Holandia        | 1 stycznia 2004      | 1 sierpnia 2009      |
|                 | Anders Fogh Rasmussen | Dania           | 1 sierpnia 2009      | 30 września 2014     |
|                 | Jens Stoltenberg      | Norwegia        | 1 października 2014  | 1 października 2024  |
|                 | Mark Rutte            | Holandia        | 1 października 2024  |                      |

## Operacje pokojowe i stabilizacyjne NATO
- Operacje powietrzne lotnictwa NATO: Deny Flight i Deliberate Force – wykonania rezolucji Rady Bezpieczeństwa ONZ nr 781 i 816 o strefach zakazanych dla lotnictwa zwaśnionych stron wojny na terenie byłej Jugosławii oraz ochrony konwojów z pomocą humanitarną, a także wsparcia powietrznego dla lądowych sił pokojowych Narodów Zjednoczonych UNPROFOR, prowadzone między 12 kwietnia 1993 roku a 20 września 1995.
- Misja pokojowa IFOR w Bośni i Hercegowinie prowadzona między 20 grudnia 1995 a 20 grudnia 1996.
- Misja pokojowa SFOR w Bośni i Hercegowinie prowadzona między 21 grudnia 1996 a 2 grudnia 2004.
- Kampania lotnicza przeciw Jugosławii od 24 marca do 10 czerwca 1999.
- Obecność Kosovo Force (KFOR) w Kosowie od 12 czerwca 1999.
- Zabezpieczenie Cieśniny Gibraltarskiej po 11 września 2001 w ramach operacji Active Endeavour.
- Obecność Międzynarodowych Sił Wspierających Bezpieczeństwo (ISAF) w Afganistanie od grudnia 2001 do grudnia 2014.
- Wsparcie logistyczne Unii Afrykańskiej w Darfurze w 2005.